# أندرياس كولمبيك
أندرياس كولمبيك (بالألمانية: Andreas Golombek)‏ هو لاعب كرة قدم ألماني في مركز الدفاع، ولد في 9 أغسطس 1968 في Amshausen ‏ في ألمانيا. لعب مع أرمينيا بيليفيلد وبوروسيا نوينكيرشن وروت فايس آهلن وغراتزر أي كاي وفاتنشايد 09 وفورتونا دوسلدورف ونادي أوردينغن 05 ونادي أوسنابروك ونادي فرايبورغ ونادي ماغديبورغ.

## وصلات خارجية
- أندرياس كولمبيك على موقع قاعدة بيانات كرة القدم.إي يو (الإنجليزية)
- أندرياس كولمبيك على موقع بيانات كرة القدم. دي إي (الألمانية)
- أندرياس كولمبيك على موقع عالم كرة القدم.نت (الإنجليزية)